# Levi Miller
Levi Zane Miller (Brisbane, 30 september 2002) is een Australisch jeugdacteur en voornamelijk bekend als Peter Pan van de film Pan uit 2015.
Miller werd geboren in Brisbane, de hoofdstad van de deelstaat Queensland van Australië. Hij maakte zijn acteerdebuut op zevenjarige leeftijd met de korte film Akiva. Na een aantal kleine rollen in diverse producties werd hij in 2014 gecast voor de hoofdrol van Peter Pan in film Pan van filmregisseur Joe Wright.